# Douglas C-132
Douglas C-132 là một đề án máy bay vận tải, được thiết kế dựa trên loại C-124 Globemaster II. Nhưng nó không được thực hiện.

## Tính năng kỹ chiến thuật (C-132)
Dữ liệu lấy từ The Encyclopedia of World Aircraft
Đặc điểm tổng quát
- Kíp lái: 2
- Sải cánh: 186 ft 8 in (56.9 m)
- Động cơ: 4 × Pratt & Whitney XT57, 15.000 hp (11.000 kW) mỗi chiếc

Hiệu suất bay